# Xerifs haiximites
Els xerifs haiximites van governar al Hijaz amb centre a la Meca entre el segle x i el 1925. Eren xerifs hassànides. Els haiximites de la Meca van originar les cases reials del Hijaz, Jordània i l'Iraq. El seu ancestre és Hàixim ibn Abd-Manaf, besavi de Mahoma.
La línia de xerifs haiximites de la Meca es va originar en l'haiximita hassànida Mussa I al-Jawn (‘el Negre’), besnet d'al-Hàssan ibn Alí ibn Abi-Tàlib i germà petit de Muhàmmad an-Nafs az-Zakiyya. El fill de Mussa I, Abd-Al·lah aix-Xaykh as-Sàlih (ar-Ridà) va continuar la branca de xerifs de la Meca, i un altre fill, al-Ukhàydir, va originar la branca dels ukhaydírides de la Yamama.
Abd-Al·lah aix-Xaykh va tenir un fill, Mussa II, que fou l'origen de les quatre branques dinàstiques principals: els mussàwides, els hawàixim i els qatàdides i els sulaymànides. En conjunt a les quatre branques se les anomena mussàwides.
El primer a exercir el poder a la Meca fou el mussàwida Jàfar ibn Muhàmmad, de la quarta generació després de Musa II. En data incerta probablement poc abans del 969) Jàfar va usurpar el poder del representant egipci (potser ikhxídida). Al començament del segle xi Abu-l-Futuh al-Hàssan va intentar portar el califat a la Meca però va fracassar, i en endavant els sulaymànides, que s'havien instal·lat a Asir, van començar a adquirir poder i per un moment breu van exercir l'hegemonia a la Meca vers 1069-1076.
A la segona meitat del segle xi els hawàixim (en realitat per l'eponim Abu-Hàixim s'havien de dir haiximites però es va escollir hawaixim com a nom distintiu amb relació al gran grup) van suplantar als sulaymànides a la Meca però els sulaymànides es van establir a Jizan i branques de la dinastia es van establir a Sabya, Damad (a la riba del wadi Damad, riu que desaigua pocs quilòmetres al nord de Jizan) i a altres llocs al Mikhlaf. Els hawaixim van estar sota nominal sobirania dels sultans seljúcides i des del 1154 dels aiúbides d'Egipte. A la Meca el 1094 o 1095 l'amir turc Isfabadh ibn Sawtigin at-Turkamaní va expulsar al governant alida i va ocupar per un temps la ciutat.
El 1201 els hawaixim foren eliminats per Qatada ibn Idrís, de la branca qatàdida, establerta a Yanbo, que va ocupar la Meca. De Qatada descendeixen tots els xerifs posteriors. Vers el 1250 el xerif al-Hàssan va associar al tron al seu fill Muhàmmad Abu-Numayy I ibn al-Hàssan, que fou el vuitè xerif qatàdida o qatadita. Foren vassalls dels mamelucs egipcis i des del 1517 dels otomans.
Muhàmmad Abu-Numayy II, fill de Barakat II, va pujar al tron el 1512. Va reconèixer la sobirania del sultà otomà i va fer que es pronunciés la khutba en el seu nom. Els seus descendents es van dividir en tres clans que van disputar la sobirania: els Dhawu-Abd-Al·lah o Abàddila (per un net d'Abu-Numayy II) que van governar inicialment, deixant el lloc al segon clan, els Dhawu-Zayd (del nom d'un rebesnet d'Abu-Numayy); el tercer clan, els Dhawu-Barakat (del nom d'un fill d'Abu-Numayy II) van repartir el poder amb els anteriors entre 1672 i 1827. En aquesta data foren els Dhawu-Abd-Al·lah els que van recuperar el poder amb Muhàmmad IX (Muhàmmad ibn Abd-al-Muín ibn Awn, 1828-1836). Des de Muhàmmad fins al darrer xerif (en total nou) són coneguts sota el nom de clan d'al-Awn.
Al-Hussayn ibn Alí, net de Muhàmmad, va agafar el títol de rei del Hijaz. Va abdicar el 1924 amb les forces saudites avançant cap a la Meca. El seu fill Alí ibn Husayn fou el darrer xerif i rei.
La seva successió cronològica fins al segle xviii és incerta almenys per a alguns casos. Les fonts són abundants però es contradiuen. El fet que alguns xerifs haguessin regnat diverses vegades dificulta un coneixement precís. Saïd II ibn Sad, per exemple, va regnar cinc vegades entre 1688 i 1716, i el seu pare Sad va regnar tres o potser quatre vegades. Un dels xerifs va regnar només unes hores i sovint dos o més xerifs regnaven junts (xuraka). En total hi va haver quasi cent xerifs dels quals vuitanta foren qatàdides i la resta de les altres branques.

## Branques
- Haiximites 
  - Mussàwides (969-1924)
    - Mussàwides (vers 969-1070)
    - Hawàixim (vers 1080-1201)
    - Qatàdides (1201-actualitat, a Jordània)
    - Sulaymànides (vers 1069-1076)

  - Ukhaydírides de la Yamama

### Mussàwides
- Abu-Muhàmmad Jàfar ibn Muhàmmad 967-980
- Issa I 980-994
- Abu-l-Futuh al-Hàssan 994-1010
- Abu-t-Tayyib Daud 1010-1012
- Abu-l-Futuh al-Hàssan (segona vegada) 1012-1039
- Abu-Abd-Al·lah Muhàmmad Xukr 1039-1061
- Muhàmmad ibn Abu-Fatich 1061-1063
- Abu-Kàmil Alí Muhàmmad al-Qadi 1063-1067
- Hamza 1067-1069

### Hawàixim
- Abu-Hàixim Muhàmmad 1069-1094
- Abu-Fulayta al-Qàssim I 1094-1123
- Fulayta 1123-1133
- Hàixim 1133-1154
- Al-Qàssim II 1154-1161
- Issa II 1161-1174
- Dàüd 1174-1175
- Mukàtthir 1175-1176
- Dàüd (segona vegada) 1176
- Al-Qàssim III 1176
- Mukàtthir (segona vegada) 1176-1194
- Al-Mansur 1194-1201

### Qatàdides
- Abu-l-Aziz Qatada ibn Idrís 1201-1220
- Al-Hàssan I 1220-1232
- Ràjih 1232-1240
- Xiha ibn al-Qàssim 1240
- Ràjih (restaurat) 1240-1241
- Abu-Sad al-Hàssan ibn Alí 1241-1245
- Abu-Numayy Muhàmmad I 1245 (Abu-Numayy I)
- Ràjih (tercera vegada) 1245-1254
- Ghànim I 1254
- Idrís I 1254-1270
- Abu-Numayy Muhàmmad I (segona vegada) 1254-1301
- Jammaz ibn Xiha 1271 i 1288
- Rumaytha 1301-1302
- Humayda I 1301-1302
- Abu-l-Ghays 1302-1303
- Atayfa 1302-1303
- Rumaytha (segona vegada) 1303-1344
- Humayda I (segona vegada) 1303-1318
- Abu-l-Ghays (segona vegada) 1314
- Atayfa (segona vegada) 1319-1329
- Ajlan 1344-1359
- Muhàmmad II 1359
- Ajlan 1359-1375
- Xihab-ad-Din Àhmad 1361-1386
- Muhàmmad III 1378-1386
- Inan 1386-1387
- Alí I 1387-1390
- Inan (segona vegada) 1390-1392
- Alí I (segona vegada) 1392-1394 with...
- Muhàmmad IV 1392-1396
- Al-Hàssan II 1396-1416
- Barakat I 1396-1416
- Àhmad III 1397-1416
- Rumaytha II 1416
- Al-Hàssan II (segona vegada) 1416-1423
- Alí II 1423-1424
- Al-Hàssan II (tercera vegada) 1424-1426
- Barakat I (segona vegada) 1426-1441
- Alí III 1441-1443
- Abu-l-Qàssim 1443-1446
- Barakat I (tercera vegada) 1446-1455
- Muhàmmad V 1455-1497
- Barakat II 1497-1501
- Hazza 1501
- Àhmad IV al-Jazan 1501-1502
- Barakat II (segona vegada) 1502-1503
- Àhmad IV (segona vegada) 1503
- Humayda II 1503-1504
- Barakat II (tercera vegada) 1504-1525
- Qàït 1504-1512
- Abu-Numayy Muhàmmad VI ibn Barakat 1512-1584 (Abu-Numayy II)
- Àhmad V 1539-1554
- Takaba II 1554-1584
- Al-Hàssan III 1554-1602
- Abu-Tàlib 1602-1603
- Abu-Awn Idrís II 1603-1624
- Muhsin I 1603-1628
- Àhmad VI 1628-1629
- Massud I 1629-1630
- Abd-Allah I ibn al-Hàssan 1630-1631
- Zayd 1631-1632
- Muhàmmad VII 1631-1632
- Nami 1632
- Zayd (segona vegada) 1632-1666
- Sad 1666-1672
- Àhmad VII 1670-1672
- Barakat III 1672-1682[1]
- Saïd I 1682-1684
- Àhmad VII (segona vegada) 1684-1688
- Saïd II 1688
- Àhmad VIII 1688-1690
- Muhsin II 1690-1691
- Massud II 1691
- Saïd II (segona vegada) 1691-1692
- Sad (restaurat) 1692-1694
- Abd-Al·lah II ibn Hàixim 1694
- Sad (tercera vegada) 1694-1702
- Abd-al-Karim 1694-1704
- Saïd II (tercera vegada) 1702-1704
- Abd-al-Muhsin 1704 d. 1718
- Saïd II (quarta vegada) 1704-1705
- Abd-al-Karim (segona vegada) 1705-1711
- Saïd II (cinquena vegada) 1711-1716
- Abd-al-Karim (tercera vegada) 1716
- Abd-al-Ilah I 1716-1717
- Alí V 1717
- Yahya I 1717-1719
- Mubàrak 1719-1721
- Yahya I (segona vegada) 1721-1722
- Barakat IV 1722-1723
- Mubàrak (segona vegada) 1723
- Abd-al-Ilah I (segona vegada) 1723-1730
- Muhàmmad VIII 1730-1732
- Massud III 1732-1733
- Muhàmmad VIII (segona vegada) 1733-1734
- Massud III (segona vegada) 1734-1752
- Massayd 1752-175
- Jàfar 1758-1759
- Massayd (segona vegada) 1759-1770
- Abd-Al·lah III ibn al-Hussayn 1770
- Àhmad IX 1770
- Abd-Al·lah IV 1770
- Àhmad IX (segona vegada) 1770-1773
- Surur 1773-1788
- Abd-al-Muín 1788
- Ghàlib 1788-1803
- Abd-al-Muín (segona vegada) 1803
- Ghàlib (segona vegada) 1803-1813
- Yahya II 1813-1827
- Abd-al-Múttalib 1827-1828
- Muhàmmad IX 1828-1836
- vacant 1835-1840
- Muhàmmad IX (segona vegada) 1840-1852
- Abd-al-Múttalib (segona vegada) 1852-1856
- Muhàmmad IX (tercera vegada) 1856-1858
- Abd-Al·lah V Kàmil Paixa 1858-1877
- Al-Hussayn I 1877-1880
- Abd-al-Múttalib (tercera vegada) 1880-1881
- Abd-al-Ilah II 1881-1882
- Awn ar-Rafiq 1882-1905
- Abd-Al·lah VI 1905
- Alí VI 1905-1908
- Abd-al-Ilah II (segona vegada) 1908
- Al-Hussayn II ibn Alí (rei del Hijaz 1916-1924) 1908-1924
- Alí VII ibn al-Hussayn (rei del Hijaz 1924-1925) 1924-1925
- Abd-Al·lah I (rei de Jordània), v. reis de Jordània
- Faisal I (rei de Síria, després rei de l'Iraq) v. reis de l'Iraq